# Yurihama (Tottori)
Yurihama (湯梨浜町 Yurihama-chō?) es un pueblo localizado en la prefectura de Tottori, Japón. En junio de 2019 tenía una población estimada de 16.114 habitantes y una densidad de población de 207 personas por km². Su área total es de 77,94 km².

## Geografía

### Localidades circundantes
- Prefectura de Tottori
  - Tottori
  - Kurayoshi
  - Misasa
  - Hokuei

## Demografía
Según los datos del censo japonés, esta es la población de Yurihama en los últimos años.
| Año del censo | Población |
| ------------- | --------- |
| 1995          | 17.167    |
| 2000          | 17.381    |
| 2005          | 17.525    |
| 2010          | 17.029    |
| 2015          | 16.550    |
| 2020          | 16.055    |

## Ciudades hermanadas
- Condado de Hawái, Estados Unidos